# B'z LIVE-GYM Hidden Pleasure 〜Typhoon No.20〜
『B'z LIVE-GYM Hidden Pleasure 〜Typhoon No.20〜』（ビーズ・ライブジム・ヒドゥン・プレジャー・タイフーン・ナンバートゥエンティー）は、日本の音楽ユニット・B'zが2008年12月10日に発売した11作目の映像作品（9作目のDVD）。

## 概要
B'zはライブツアーを多く行っているものの、そのライブの多くは映像作品化されていなかった。そこで本作では、B'z結成20周年を記念して今まで映像作品化されなかったB'zの過去のライブ映像から「30曲+α」を厳選して収録した。本作では『B'zのライブ映像が流出した』という設定がなされており、発売発表に当たってオフィシャルサイトでは「未公開LIVE映像30曲流出!!」との謳い文句がついていた。
DISC 1、DISC 2には『B'z LIVE-GYM Pleasure '92 "TIME"』から『B'z LIVE-GYM 2005 "CIRCLE OF ROCK"』までの映像作品に収録されていなかった曲の中から厳選した計30曲を収録している。演奏された時間も場所も別々の曲同士の音の繋ぎ目が繋がるように編集されており、LIVE-GYM恒例の挨拶やトークなども挿入されているなど、作品全体が一つのLIVE-GYMであるかのように仕上げられている。
DISC 3には「+α」として、稲葉・松本それぞれのソロ名義での楽曲や、シークレットライブであるSHOWCASEで演奏された楽曲を収録。中でも2001年のSHOWCASEで披露されて以来、音源化されず海外公演以外では演奏されなかった未発表の楽曲「Logic」はB'z公式作品に初収録となった。また、「juice」は3台のカメラを使用したマルチアングル仕様となっている。楽曲演奏の映像のみではなく、『B'z LIVE-GYM '96 "Spirit LOOSE"』のオープニングで使用されたショートムービーも収録している。
作中では、ライブ映像とは別に『不正取引 捜査資料』というタイトルの「海外でのB'zのライブ映像の闇取引を監視した」という主旨のアニメーションが収録されており、DISC 1とDISC 2の数箇所に挿入されている。アニメーションの制作は、神風動画が担当している。余談だが、登場人物のセリフに一部「ZERO」「愛のままにわがままに 僕は君だけを傷つけない」などB'zの曲の歌詞が織り込まれていたり、過去のB'zグッズが登場したりする。BGMには「BAD COMMUNICATION -ULTRA Pleasure Style-」が使用されている。さらにエンディングでB'z人形から「Wonderful Opportunity」が流れてくる。
また、付属のブックレットには、各収録曲の歌詞カードのみでなく、「ウルトラクロニクル」、「ミラクルクロニクル」を手掛けた佐伯明によるライナーノーツが掲載されている。
売上枚数13.3万枚を記録し、12月22日付のオリコンDVDランキング総合部門で5作連続での首位を獲得した。

## 収録映像曲
以下収録曲を、『曲名 [ツアータイトル]』の形式で記述する。

### DISC 1
1. FIREBALL [B'z LIVE-GYM Pleasure '97 "FIREBALL"]
  - 1997年3月23日の東京ドームの公演より。同ライブのツアータイトルであり、オープニングナンバー。
  - 映像に入る前にアニメーション「不正取引 捜査資料 ファイルNo.1」が入る。
2. Pleasure 2000 〜人生の快楽〜 [B'z LIVE-GYM Pleasure 2000 "juice"]
  - 2000年8月13日の千葉マリンスタジアムの公演より。1番、2番のサビでは、主にドラムのビートが音源とは異なるアレンジがなされている。
3. 恋心(KOI-GOKORO) [B'z LIVE-GYM 2001 "ELEVEN"]
  - 2001年7月15日の西武ドームの公演より。なお、曲の演奏前に稲葉が「B'zのLIVE-GYMにようこそ!」と言うシーンが挿入されている。当時のライブではアンコールナンバーだった[4]。
4. BLOWIN' [B'z LIVE-GYM '94 "THE 9TH BLUES -Part1-"]
  - 1994年7月2日の横浜アリーナの公演より。
5. BE THERE [B'z LIVE-GYM Pleasure '97 "FIREBALL"]
  - 1997年3月23日の東京ドームで、映像は「FIREBALL」と同じ公演日のもの。映像化は本作が初。
6. ながい愛 [B'z LIVE-GYM '99 "Brotherhood -Extra-"]
  - 1999年9月25日の京都会館第一ホールの公演より。
7. Don't Leave Me [B'z LIVE-GYM '94 "THE 9TH BLUES -Part2-"]
  - 1994年12月11日の国立代々木競技場 第一体育館の公演より。
8. ねがい [B'z LIVE-GYM '96 "Spirit LOOSE"]
  - 1996年5月22日の国立代々木競技場 第一体育館の公演より。
9. OH! GIRL [B'z LIVE-GYM Pleasure '92 "TIME"]
  - 1992年8月20日の横浜アリーナより。当時のアンコールナンバー。
  - 冒頭でアニメーション「不正取引 捜査資料 ファイルNo.2」が入る。
10. DEEP KISS [B'z LIVE-GYM '98 "SURVIVE"]
  - 1998年6月2日の大阪城ホールの公演より。同ライブツアーのオープニングナンバー。映像化は本作が初。
11. Real Thing Shakes [B'z LIVE-GYM '96 "Spirit LOOSE"]
  - 再び、1996年5月22日の国立代々木競技場 第一体育館の公演より。同ライブツアーのオープニングナンバー。
12. 今夜月の見える丘に [B'z LIVE-GYM 2001 "ELEVEN"]
  - 2001年7月15日の西武ドームの公演より。
13. TIME [B'z LIVE-GYM Pleasure '92 "TIME"]
  - 1992年8月20日の横浜アリーナの公演より。「OH! GIRL」の直後の映像であり、同ライブのツアータイトルにしてラストナンバー[注釈 4]。
14. 愛のままにわがままに 僕は君だけを傷つけない [B'z LIVE-GYM '93 "RUN"]
  - 1993年6月17日の国立代々木競技場 第一体育館の公演より。同年3月6日のライブより追加されたナンバー。
  - 2013年6月12日発売のアルバム『B'z The Best XXV 1988-1998』の初回限定盤DVDにも収録されている[5]。

### DISC 2
1. Calling [B'z LIVE-GYM Pleasure '97 "FIREBALL"]
  - 1997年3月23日の東京ドームの公演より。同ライブツアーのアンコールナンバー。当時は未発表曲[注釈 5]であり、冒頭とエンディングのサビがなく、1番では松本がピアノを演奏した。
2. RING [B'z LIVE-GYM Pleasure 2000 "juice"]
  - 2000年8月9日の千葉マリンスタジアムの公演より。同会場で5回公演された3日目の模様で、激しい豪雨と稲妻が光る悪天候の中で決行された。演奏には、総勢28人で構成されたストリングス・チームが参加。当時は未発表曲[注釈 6]。映像化は本作が初。
3. MOTEL [B'z LIVE-GYM '94 "THE 9TH BLUES -Part2-"]
  - 1994年12月11日の国立代々木競技場 第一体育館の公演より。当時の最新シングルナンバーで同ツアーのアンコールナンバー。映像化は本作が初。
4. GIMME YOUR LOVE 〜不屈のLOVE DRIVER〜 [B'z LIVE-GYM Pleasure '97 "FIREBALL"]
  - 1997年3月23日の東京ドームの公演より。ステージ上では巨大パポッド、松本のワウ・カッティング、稲葉のパフォーマンスなどの多くの演出が繰り広げられる。既にライヴ音源として22ndシングル『Calling』の2nd beatに収録されていた[注釈 7]。
  - 冒頭に、アニメーション「不正取引 捜査資料 ファイルNo.3」が入る。
5. スイマーよ2001!! [B'z LIVE-GYM 2001 "ELEVEN"]
  - 2001年7月15日の西武ドームの公演より。
6. ミエナイチカラ 〜INVISIBLE ONE〜 [B'z LIVE-GYM '96 "Spirit LOOSE"]
  - 1996年5月22日の国立代々木競技場 第一体育館の公演より。同ライブツアーのアンコール・ラストナンバー。映像化は本作が初。
7. ZERO [B'z LIVE-GYM '93 "RUN"]
  - 1993年6月18日の国立代々木競技場 第一体育館の公演より。
8. Liar! Liar! [B'z LIVE-GYM '98 "SURVIVE"]
  - 1998年6月2日の大阪城ホールの公演より。イントロ部分では稲葉の登場に際して演出がある。
9. juice [B'z LIVE-GYM 2005 "CIRCLE OF ROCK"]
  - 2005年9月19日の大阪ドームの公演より。曲の冒頭と終盤では、稲葉が歌う円形ステージが時速20km/hで回転する。尚、間奏のコール＆レスポンスの一部がカットされている[注釈 8]。
10. さまよえる蒼い弾丸 [B'z LIVE-GYM '98 "SURVIVE"]
  - 1998年6月2日の大阪城ホールの公演より。発売直前の3月20日からセットリストに追加されたナンバーで、公演当時の最新シングル。
  - 2013年6月12日発売のアルバム『B'z The Best XXV 1988-1998』の初回限定盤DVDにも収録されている[5]。
11. アラクレ [B'z LIVE-GYM 2003 "BIG MACHINE"]
  - 2003年12月27日の東京ドームの公演より。数台のモトクロスが宙を舞うアクロバティックな演出が取り入れられている[6]。稲葉はこの演出に関して「観客はバイクのほうばかり見ていて、僕らのことは見ていなかった（笑）」と発言している。
12. ultra soul [B'z LIVE-GYM 2005 "CIRCLE OF ROCK"]
  - 2005年9月19日の大阪ドームの公演より。本作における本編のラストナンバーで実際の公演ではアンコールラストナンバーだった。
13. だからその手を離して [B'z LIVE-GYM '99 "Brotherhood -Extra-"]
  - 1999年9月25日の京都会館第一ホールの公演より。ライブツアーの途中に追加された日替わりナンバー。収録映像の公演では日替わり曲全てが演奏された。なお、演奏されているのは「だからその手を離して -Mixture style-」で、このバージョンが後に27thシングル『今夜月の見える丘に』の2nd beatと、アルバム『B'z The Mixture』に収録されることとなる。
14. 裸足の女神 [B'z LIVE-GYM '93 "RUN"]
  - 1993年6月17日の国立代々木競技場 第一体育館の公演より。当時の最新シングルでアンコールナンバー。ツアー途中からの追加ナンバーであり、「愛のままにわがままに 僕は君だけを傷つけない」からアンコールを引き継いだ。
15. BANZAI [B'z LIVE-GYM 2005 "CIRCLE OF ROCK"]
  - 2005年9月19日の大阪ドームの公演より。同ライブツアーにおけるアンコールナンバーの1つ。
16. RUN [B'z LIVE-GYM Pleasure '97 "FIREBALL"]
  - 1997年3月23日の東京ドームの公演より。同ライブツアーのアンコール・ラストナンバー[7]。
  - 「RUN」の映像後、アニメーション「不正取引 捜査資料 ファイルNo.4」が入り、一連のストーリーの結末が描かれている。

### DISC 3
DISC 3を再生すると、「DANGER・EXPLOSIVES・KEEP OUT」と書かれたテープで仕切られたトレーラーの内部のイラストがトップ画面として現れる。このイラスト内には選択可能なポイントが複数箇所に分かれて隠されており、それぞれのポイントをクリックすることでライブ映像が再生される。
トップ画面の右下にある「稲葉のイラスト入りオセロ」を選択することで、後述の順番で続けて再生される仕様になっている。また、「松本のイラスト入りオセロ」を選択することで、サウンド設定ができる。
- "Spirit LOOSE" 「Opening Movie」 [B'z LIVE-GYM '96 "Spirit LOOSE"]
  - 同ツアーのオープニング演出で上映された映像。ロサンゼルスで撮影が行なわれた[8]。この後にDisc.1の「Real Thing Shakes」に繋がる。映像化は本作が初。
- #1090 〜Thousand Dreams〜 [B'z LIVE-GYM Pleasure '92 "TIME"]
  - 松本ソロ楽曲。1992年8月20日の横浜アリーナの公演より。サポートメンバーの中村優子と高原裕枝によるコーラスとパフォーマンス付きで演奏。映像化は本作が初。
- 華 [B'z LIVE-GYM 2003 "BIG MACHINE"]
  - 松本ソロ楽曲。2003年12月27日の東京ドームの公演より。映像化は本作が初。
- 風船 [B'z LIVE-GYM Pleasure '97 "FIREBALL"]
  - 稲葉ソロ楽曲。1997年3月23日の東京ドームの公演より。稲葉によるフェンダーローズ弾き語りで演奏された[7]。映像化は本作が初。
- 遠くまで [B'z LIVE-GYM '99 "Brotherhood -Extra-"]
  - 1999年9月25日の京都会館第一ホールの公演より。稲葉のソロ曲だが、松本がギター、増田がキーボードを演奏しており、ストリングスのみで演奏されたツアー本編とは異なるアレンジとなっている。
- だったらあげちゃえよ [B'z SHOWCASE "GO! GO! HEAVEN"]
  - 1997年12月29日の横浜CLUB HEAVENの公演より。映像化は本作が初。
- SKIN [B'z LIVE-GYM '99 -Brotherhood- SHOWCASE "B'zepp"]
  - 1999年6月30日のZepp Sapporoの公演より。イントロに「THE GAMBLER」が引用されている。
- Logic [B'z SHOWCASE "コブシヲニギレ"]
  - 2001年2月24日のZepp Osakaの公演より。これまで公式作品には収録されたことがなかった未発表曲で、今回初めて公式作品に収録された。2021年にB'zのサブスクリプションサービスが解禁されたが本楽曲は現在も音源化はされていない。
- STAY GREEN 〜未熟な旅はとまらない〜 [B'z SHOWCASE "SAPPORO DEVIL"]
  - 2002年6月17日のZepp Sapporoの公演より。
- "juice"「1CAM」 [B'z LIVE-GYM Pleasure 2000 "juice"]
- "juice"「2CAM」 [B'z LIVE-GYM Pleasure 2000 "juice"]
- "juice"「3CAM」 [B'z LIVE-GYM Pleasure 2000 "juice"]
  - 2000年6月20日の日本武道館の公演より。3つの映像は同じ公演のものだが、カメラ毎に撮られた別々の映像である。「1CAM」は松本、「2CAM」は稲葉の動きをそれぞれステージ上から一台のカメラで追い続ける。「3CAM」はステージ真正面から、ステージ上での松本・稲葉2人の動きと会場の様子を捉え続ける。

## 参加ミュージシャン
- 松本孝弘：ギター
- 稲葉浩志：ボーカル
- 明石昌夫：ベース、マニピュレーター
- 徳永暁人：ベース
- 満園庄太郎：ベース
- ビリー・シーン：ベース
- バリー・スパークス：ベース
- 増田隆宣：キーボード
- 大島康祐：キーボード
- 田中一光：ドラム
- デニー・フォンハイザー：ドラム
- 黒瀬蛙一：ドラム
- シェーン・ガラース：ドラム
- 大田紳一郎：ボーカル＆ギター
- 中村優子：コーラス
- 高原裕枝：コーラス